# アカシヤの大連

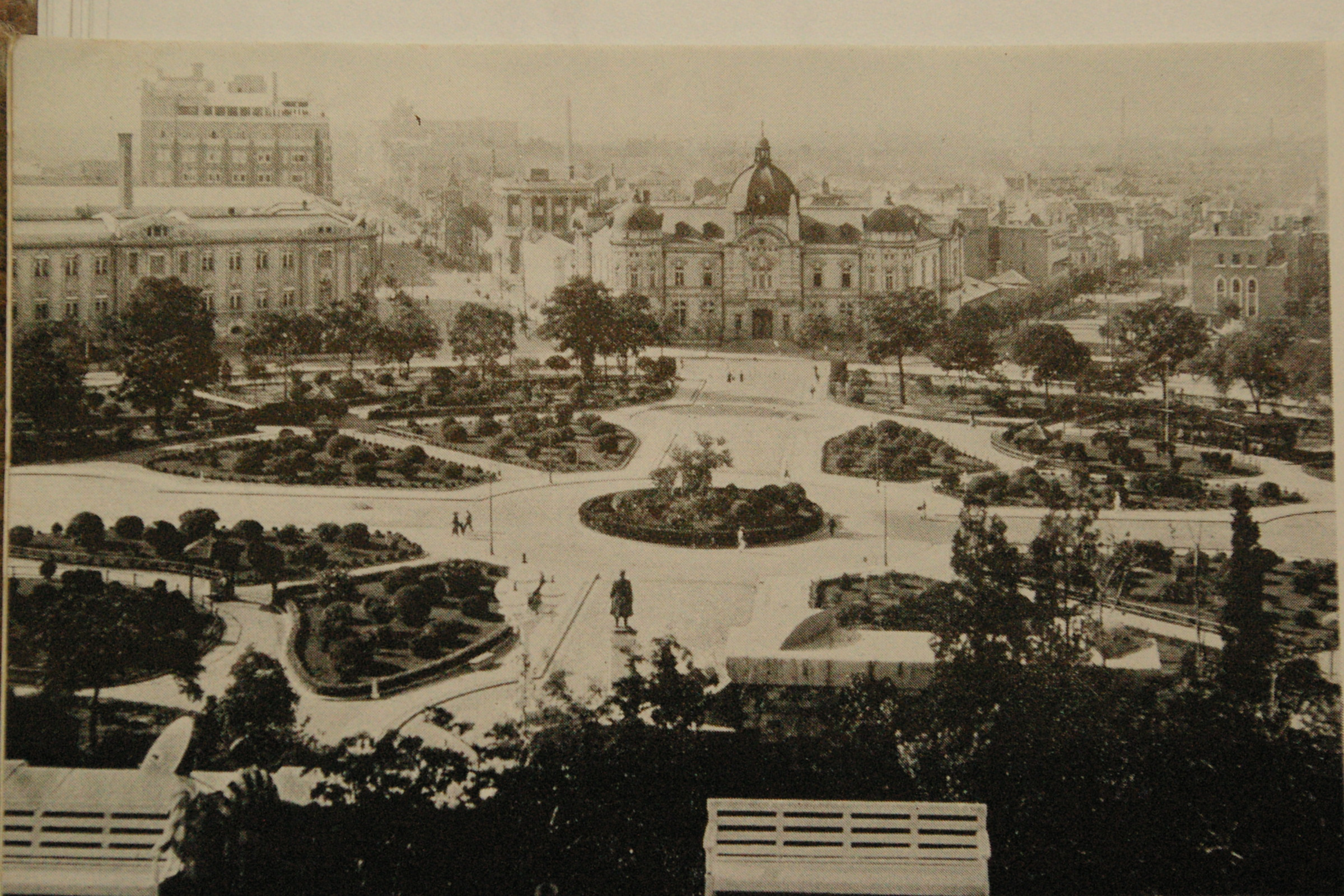
当時の大連大広場（現在の大連中山広場）

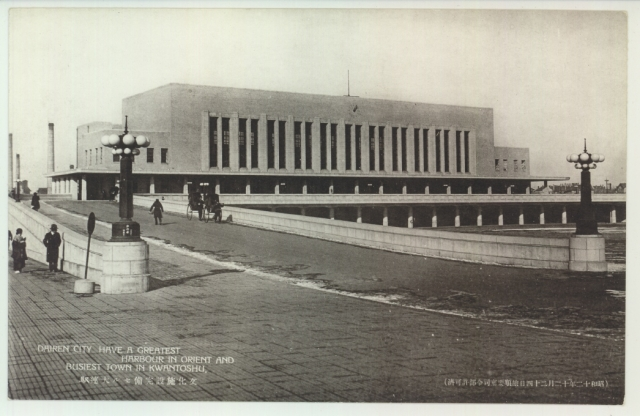
当時の大連駅

『アカシヤの大連』（アカシヤのだいれん）は、詩人・作家清岡卓行の最初の小説作品。
20世紀前半に日本の租借地であった中国・大連にて、青年期に過ごした生活を私小説風に書いたもの。それまで評論や詩を書いていた作者が、初めて書いた散文で、雑誌『群像』 1969年12月号に発表し、第62回芥川賞（1970年）を受賞 。

## 内容
大連に生まれ育ち、東京のある大学の一年生だった「彼」は、第二次世界大戦が終わる5か月前（1945年3月）に大連へ里帰りする。軍人になった兄二人、嫁いでたくましく生きる姉二人に比して文学青年であった彼は、戦争下の生活に矛盾を感じ、生きる望みもあまりなく、自殺まで考える。戦争は終り、ロシア統治下の大連は大きな問題はなく、彼は帰還船を待つ間に、知り合いの化学技術者の娘さんがデパートで働くのを手伝うことになり、．．．

## 大連作品集
- 「アカシヤの大連」　講談社、初版1970年
『朝の悲しみ』、『アカシヤの大連』、以後小説散文で、大連ものを多く執筆
- 「大連小景集」　講談社、1983年
『初冬の大連』、『中山広場』、『サハロフ幻想』、『大連の海辺で』
- 以上6作は新編で、『アカシヤの大連』（講談社文芸文庫、初版1988年）に収録。
- 『清岡卓行大連小説全集』　日本文芸社（上・下）、1992年
上記6作と、『フルートとオーボエ』、『萌黄の時間』、『鯨もいる秋の空』、『海の瞳』、『ある濁音』
　『夢または夢のような現実』、『二胡幻想』、『大連港で』、附録で『大連にかかわる随想集』を収録。

## 日本統治下の大連の描写
21世紀になった現在、中国・大連には日本企業が沢山あり、日本人も大勢住んでいて、また大連で生まれ育った日本人老人も大勢旅行で訪れる。この本には日本統治下の大連の描写が多く、こうした人たちが好んで読む本になっている。
日本統治下の大連を書いた本にはこの他に鮎川哲也の『ペトロフ事件』があり、こちらは探偵小説の性格上、また戦後すぐ書かれたので、戦後20年を経て書かれた『アカシヤの大連』に比べて多くの点でより正確であるといわれる。ただし、抒情的に大連をなつかしむ人々には、清岡卓行の方に絶大な人気がある。